# Cacaopera
Cacaopera är en kommun i departementet Morazán, El Salvador. Enligt 2007 års folkräkning, hade kommunen  10 943 invånare.
Den 21 september 1992 sattes Cacaopera upp på El Salvadors tentativa världsarvslista.

## Historia
Invånarna på denna plats är ättlingar till Kakawiras eller Cacaoperas, en etnisk grupp från Nicaragua. 1550 bodde här 150 invånare. 1770 tillhörde orten Osicala pastorat och 1786 Goteras parti. 1824 uppgick orten i San Miguel som sedan 1875 utgör en del av Morazán.

## Beskrivning
Kommunen har en areal om 135,75 km² och ligger på en höjd av 520 m. Namnet Ulúa Cacaopera står för Kakaoträdgårdarna. Några av dess traditioner är Negritosdansen och Empumadosdnasen. Det finns också kulturella center såsom Casa de Cultura, den koloniala kyrkan byggd 1660 och Museo Winakirika (som betyder "Vårt folks museum"), en del av Red de Museos Comunitarios de América; det finns också andra natursevärdheter såsom Cueva La Koquinca.